# 동래향청 고왕록
동래향청 고왕록(東萊鄕廳 考往錄)은 1605년~1805년까지의 동래향청 소장 자료 101건의 목록과 1681년~1903년까지의 향청 관계 60건의 주요 문서가 초록되어 있다. 내용 중 주목되는 것은 향청의 기능과 재정 및 운영에 대한 기록, 왜관과 관련된 동래 지역의 경제에 대한 기록 등이다.
2008년 12월 16일 부산광역시의 유형문화재 제98호로 지정되었으며, 2019년 5월 28일 부산광역시 시립박물관에 기증되었다.

## 개요
동래향청 고왕록은 1605년부터 1805년까지의 동래향청 소장 자료 101건의 목록과 1681년에서 1903년까지의 향청 관계 60건의 주요문서가 초록되어 있으며, 동래향청과 관련된 각종 완의(完議), 서목(書目), 품목(稟目), 절목(節目), 목록(目錄), 정식(定式), 상소(上疏), 윤음(綸音), 보장(報狀), 관문(關文), 사통(私通) 등이 수록되어 있다. 
이 자료는 발굴 공개된 이후, 조선후기 동래지역의 향반 연구, 대일 수출 공작미 연구의 기본 사료로 이용되었고, 동래 향반사회의 성격을 무청 조직과 비교 검토한 연구가 이루어지는 등 조선후기 향청연구의 일급 사료로서 사료적 가치가 크다. 
향청일지가 지속적으로 쓰여진 것은 향청이 사족지배 질서 유지를 위한 중심기구로서 그 비중과 지속성이 그대로 유지된 사실을 의미한다. 이런 자료의 존재는 전국적으로도 드문 경우여서 자료적 가치가 매우 높다. 
이 자료는 필사본으로서 유일한 자료이므로 서지학적으로도 귀중한 가치가 있으며, 부산(동래)의 지방사, 지역사 연구와 지방교육 연구의 기초 자료로서도 유용하다. 현재 전해지는 향청 자료가 거의 없는 상황에서 동래향청고왕록을 부산광역시 유형문화재로 지정하여 원본을 보존하는 것은 매우 의미 있다.

## 같이 보기
- 향청

## 참고 자료
- 동래향청 고왕록 - 국가유산청 국가유산포털